# Паніна Софія Володимирівна
Софія Володимирівна Паніна (рос. Со́фья Влади́мировна Па́нина; 23 серпня 1871—13 червня 1956) — російська графиня, остання представниця графської гілки роду Паніних, велика землевласниця, спадкоємиця маєтку Марфіно і господарка палацу в Гаспрі.

## Біографія
Народилась 23 серпня 1871 року в Москві. Онука міністра юстиції В. М. Паніна і промисловця С. І. Мальцова; племінниця поетеси Толи Доріан. Батько помер в 1872 році. 1882 року її матір одружилася з відомим земським діячем І. І. Петрункевичем.
24 квітня 1890 року стала дружиною офіцера-аристократа О. О. Половцева, Олександр III був весільним батьком на їхньому весіллі. Незабаром шлюб закінчився розлученням.
Закінчила Вищі жіночі курси в Петербурзі.
Власниця великих угідь в Підмосков'ї, Смоленській, Воронезькій губерніях і в Криму. Не схвалювала самодержавство, за що була прозвана в правих колах «червоною графинею».

### Благодійна діяльність
В 1891 познайомилась із вчителькою А. В. Пешехоновою і разом із нею відкрила безкоштовну їдальню для дітей в робочих кварталах на Ліговці в Петербурзі.
1900 року придбала ділянку на куті Тамбовської вулиці і, отримавши дозвіл Міської управи, почала зводити будівлю для народного дому. Проєкт для нього виконав архітектор Ю. Ю. Бенуа. До весни 1903 року будівельні роботи були завершені, і 7 квітня відбулось освячення й урочисте відкриття Ліговського народного дому.
Голова низки благодійних товариств. Працювала в Постійній комісії з організації народних читань. Була товаришкою голови Товариства для допомоги тим, що навчаються в початкових міських училищах і Російського товариства захисту жінок.

### Політична діяльність
Навесні 1917 року вибрана депутаткою Петроградської міської думи.
24 травня вибрана членом ЦК Конституційно-демократичної партії.
У травні призначена товаришем міністра державного піклування Тимчасового уряду, з серпня — товаришем міністра народної освіти.
Заарештована 28 листопада 1917 року, як одна з керівників партії кадетів. Паніна відмовилась передати більшовикам грошові засоби міністерства народної освіти — вони були розміщені нею в іноземному банку і могли бути видані тільки «законному режиму». 10 грудня 1917 року вибрана почесним членом Російського товариства любителів природознавства. У цей же день відбувся суд Революційного Трибуналу над С. В. Паніною. Ревтрибунал, враховуючи її заслуги перед визвольним рухом і її людську гідність, обмежився винесенням громадського осуду, зобов'язав внести в касу Наркомпросу суму, яку вона раніше забрала. 19 грудня звільнена з тюрми.
На початку 1918 року виїхала на південь Росії. До весни 1920 пробула на Дону, активно допомагаючи білому руху. Тут стала цивільною дружиною М. І. Астрова.
З 1920 року в еміграції — спочатку в Чехословаччині, потім у США. Дітей не мала.
Померла 13 червня 1956 року. Прохована на кладовищі Успенського жіночого Ново-Дивіївського-монастиря в Нануеті, штат Нью-Йорк.